# Tornos pusillus
Tornos pusillus är en fjärilsart som beskrevs av Druce 1898. Tornos pusillus ingår i släktet Tornos och familjen mätare. Inga underarter finns listade i Catalogue of Life.